# Massimo Troisi
Massimo Troisi (19. února 1953 – 4. června 1994) byl italský herec, scenárista, režisér a básník. Za film Il postino byl nominován na dva Oscary, za výkon v hlavní roli a za adaptovaný scénář. Šlo o nominaci posmrtnou, Massimo Troisi zemřel na srdeční infarkt dvanáct hodin po skončení natáčení.

## Režisérská filmografie
- Ricomincio da tre (1981)
- Morto Troisi, viva Troisi! (1982)
- Scusate il ritardo (1983)
- Non ci resta che piangere (1984) - s Robertem Benignim
- Le vie del Signore sono finite (1987)
- Pensavo fosse amore, invece era un calesse (1991)

## Scenáristická filmografie
- Ricomincio da tre (1981)
- Morto Troisi, viva Troisi! (1982)
- Scusate il ritardo (1983)
- Non ci resta che piangere (1984)
- Le vie del Signore sono finite (1987)
- Pensavo fosse amore, invece era un calesse (1991)
- Il Postino (1994)

## Herecká filmografie
- Ricomincio da tre (1981)
- Morto Troisi, viva Troisi! (1982)
- No grazie, il caffè mi rende nervoso (1982)
- Scusate il ritardo (1983)
- F.F.S.S., cioè.. che mi hai portato a fare sopra a Posillipo se non mi vuoi più bene? (1983)
- Non ci resta che piangere (1984)
- Hotel Colonial (1986)
- Le vie del Signore sono finite (1987)
- Splendor (1988)
- Che ora è? (1989)
- Il viaggio di Capitan Fracassa (1990)
- Pensavo fosse amore, invece era un calesse (1991)
- Il Postino (1994)